# Mazurche op. 63 (Chopin)
Le Mazurche op. 63 sono un gruppo di tre composizioni per pianoforte scritte da Fryderyk Chopin nel 1846.

## Storia
Durante l'ultima estate trascorsa nella casa di campagna di Nohant, Chopin compose diverse opere tra cui i due Notturni op. 62, i Valzer op. 64 e continuò la tormentata stesura della Sonata per violoncello e pianoforte. Mentre George Sand organizzava escursioni nei dintorni, il compositore, stanco e di umore non buono, chiuso nella sua stanza, si dedicò a comporre le tre Mazurche dell'op. 63.
Diversamente dal solito Chopin impiegò quasi un anno prima di proporle per l'edizione. Normalmente il compositore, appena terminata un'opera, rifinita sempre nei minimi dettagli, era ansioso di darla alle stampe; nel caso di queste Mazurche probabilmente aveva dei dubbi su quanto aveva scritto e preferì riflettere, lasciandole da parte per un po' di mesi, come scrisse anche alla famiglia: «Ho tre nuove Mazurche [...]ma ci vuole del tempo per giudicare bene [...]. Il tempo è la miglior censura e la pazienza il maestro più perfetto.» Quando infine si decise, furono subito pubblicate, prima da Brandus a Parigi nell'ottobre 1847, poi a novembre da Breitkopf & Härtel e a dicembre da Wessel; furono le ultime Mazurche per cui Chopin curò personalmente la pubblicazione. La notorietà del musicista era ormai tale che, nel 1848, furono anche fatte delle edizioni pirata dell'op. 63 in Inghilterra a opera della casa editrice Cramer. Le tre composizioni furono dedicate alla contessa Laure Czosnowska, amica di famiglia.
Negli ultimi anni della sua vita Chopin provava sempre più un profondo senso di nostalgia per la propria terra e, non avendo più un vivo contatto con la musica ascoltata in gioventù, rielaborava i ricordi, modificando quello che restava nella memoria. In queste ultime Mazurche si accostano infatti al suo ultimo stile, maturo e più complesso, vere citazioni dal folclore polacco filtrate dal passare del tempo.

## Analisi
- Mazurca in Si maggiore op. 63 n. 1

La prima Mazurca, con l'indicazione Vivace, è un brano leggero e brioso che sembra rifarsi nell'ispirazione a motivi più giovanili, rielaborati con l'esperienza degli anni maturi. Il primo tema proposto è un caratteristico motivo di Mazurca, spigliato e piacevole; il secondo è costruito con due diversi motivi; il primo, nella tonalità di Fa diesis maggiore, è di provenienza popolare mentre il secondo è più dolce e melodico. È presente anche un Trio, anch'esso costruito su due temi di chiara derivazione popolare. La Ripresa presenta solamente il primo tema, parte della prima sezione, con alcune variazioni. Dopo alcuni passaggi di transizione, si giunge a una coda finale di otto battute che porta a chiudere la Mazurca con un accordo in forte a un'ottava superiore.
- Mazurca in Fa minore op. 63 n. 2

Il secondo brano è di un carattere completamente diverso. Scritto con l'indicazione Lento, la tonalità di Fa minore lo connota di una grande nostalgia. Wilhelm von Lenz, scrittore e amico di Chopin, disse che le Mazurche sono lo specchio della sua anima, essendo legate a tutto l'arco compositivo della sua vita ne riflettono tutte le emozioni e i sentimenti. In particolare la Mazurca in Fa minore è come una confessione personale, intima e pacata, di pregnante intensità espressiva. Per la sua brevità si può considerare un unico brano costituito da una sola sezione che presenta però quattro temi di cui il quarto è la riproposizione di quello iniziale. Il secondo motivo si rifà a una moderata Kujawiak e ravviva in parte la melodia pacata e malinconica precedente. Dopo un breve passaggio di transizione si giunge alla Ripresa che, con un motivo cromatico discendente, conclude la Mazurka in un'atmosfera di intensa nostalgia.
- Mazurka in Do diesis minore op. 63 n. 3

La terza Mazurka ha l'indicazione Allegretto, è scritta nel classico schema ABA' e presenta una Coda finale. Non diversa per atmosfera dalla precedente, richiama le Kujawiak dalla semplice cantabilità. Il tema iniziale è un caratteristico motivo di Mazurka, molto espressivo, costituito da due frasi di cui la seconda è come generata dalla prima, con varianti e modificazioni ritmiche, armoniche e melodiche. Il tema successivo è meno intenso, ma costruito con lo stesso schema. La parte centrale è più pacata e presenta momenti intimi velati di nostalgia. La sezione più significativa della composizione è quella conclusiva; si ripropone il tema iniziale nella sua lirica cantabilità, ma modificato nell'accompagnamento, che è rafforzato, e soprattutto nel ritmo. La particolare Coda di dodici battute propone ancora una variazione del motivo iniziale che porta a chiudere La Mazurca con un grande impeto e intensa emozione.
La Mazurca in Do diesis minore era quella preferita da Paderewski e da Cortot che la riteneva "la perla delle Mazurke".